# Qurnat as Sawda'
Qurnat as Sawda' (Arabisch: القرنة السوداء) is een berg in Miniyeh-Danniyeh, Libanon.
De Qurnat as Sawda' is onderdeel van het Libanon-gebergte, en geldt als het hoogste punt van Libanon.